# Хатчер, Аллен
Аллен Эдвард Хатчер — американский тополог. Наиболее известен благодаря написанному им учебнику по алгебраической топологии.

## Биография
Родился в Индианаполисе, штат Индиана.
Получил степень бакалавра в Оберлинском колледже в 1966 году.
Поступил в аспирантуру Стэнфордского университета, где в 1971 году защитил диссертацию под руководством Ханса Самельсона.
Далее, год был постдоком NSF в Принстонском университете.
Работал в Институте перспективных исследований в 1975—1976 и 1979—1980 годах.
В 1977 году стал профессором Калифорнийского университета в Лос-Анджелесе
С 1983 года — профессор Корнеллского университета; в настоящее время почётный профессор.

## Признание
- В 1978 году Хэтчер был приглашенным докладчиком на Международных конгрессах математиков в Хельсинки.

## Книги
- Hatcher, Allen. Algebraic topology. — Cambridge : Cambridge University Press, 2002. — ISBN 0-521-79160-X.
  - Русский перевод: Хатчер А. Алгебраическая топология. — МЦНМО, 2011. — ISBN 978-5-94057-748-5.
- Hatcher, Allen. Vector Bundles and K-Theory.
- Hatcher, Allen. Spectral Sequences in Algebraic Topology.
- Hatcher, Allen. Basic Topology of 3-Manifolds.
- Hatcher, Allen. Topology of Numbers.